# Saxifraga patens
Saxifraga patens är en stenbräckeväxtart som beskrevs av Kern.. Saxifraga patens ingår i Bräckesläktet som ingår i familjen stenbräckeväxter. Inga underarter finns listade i Catalogue of Life.